# Noblesse d'Empire
La noblesse d'Empire  regroupe des serviteurs du régime napoléonien ayant reçu un titre de noblesse sous le Premier Empire ou durant les Cent-Jours, et leurs héritiers selon la règle de la primogéniture masculine. Napoléon Ier souhaitait constituer une nouvelle élite fondée sur le mérite et la fidélité à l'Empire en attribuant des titres inspirés de l'Ancien Régime, à l'exception toutefois des titres de vicomte et de marquis et en ajoutant celui de prince, accompagnés de majorats.
Cet octroi de titres rappelant ceux de la noblesse d’Ancien Régime n’est pas synonyme d’anoblissement de la part de Napoléon. Il s’agit en effet de titres honorifiques destinés à récompenser des services éminents civils autant que militaires, rendus à l’État.
Les titres de l'Empire furent institués et organisés par deux décrets de l'empereur Napoléon Ier du 1er mars 1808. De 1808 à 1814, 3 224 titres sont décernés dont 22,5 % à des nobles d'Ancien Régime.
Lors de la Première Restauration, par l'article 71 de la Charte constitutionnelle du 4 juin 1814 le roi Louis XVIII dispose, au sujet des bénéficiaires de titres du Premier Empire, que la « nouvelle noblesse » conserve ses titres. Cette disposition est reprise dans les mêmes termes par le roi Louis-Philippe dans l'article 62 de la Charte constitutionnelle de 1830. Des auteurs contestent toutefois cette notion de noblesse.

Grandes armes impériales.

## Genèse des titres d'Empire

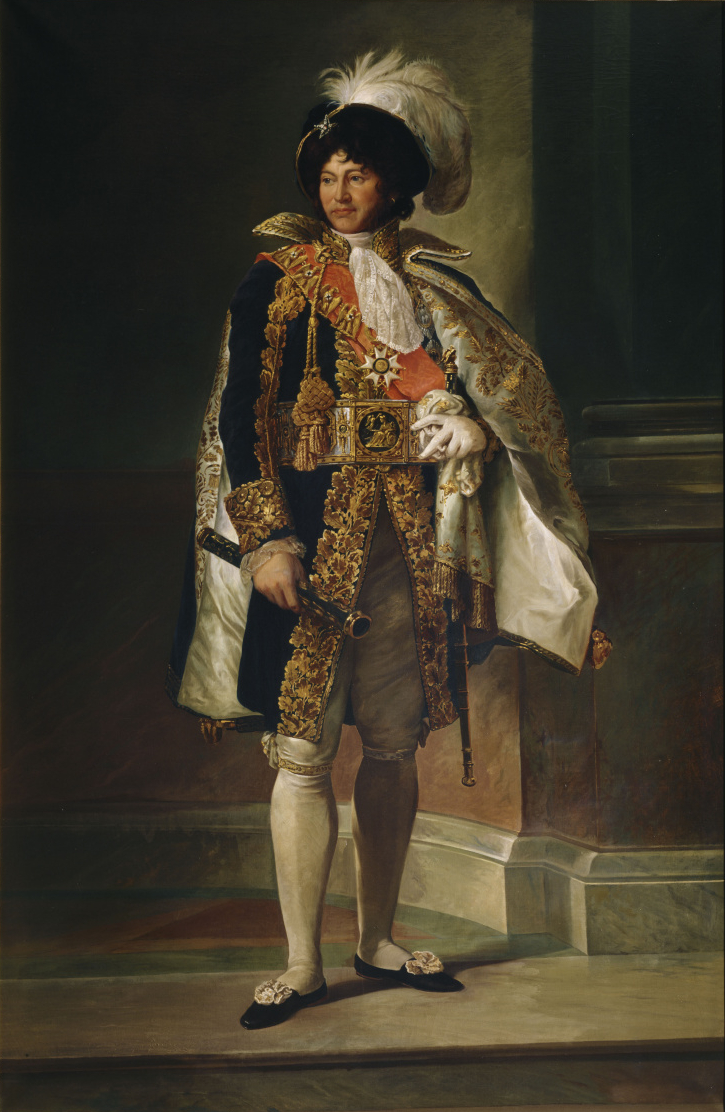
Joachim Murat en prince du Premier Empire, par le baron Gérard.

En 1804 apparaissent les premières créations de titres de princes dans la famille impériale. En 1806 sont créés des titres de ducs et en 1808 les titres de comte, baron et chevalier.
Anne Sandrine de Luca, dans sa thèse de doctorat en Histoire du droit et des institutions (2006), considère que « La noblesse d’Empire est un phénomène juridique avant d’être un phénomène social.».
- L’article 3 du sénatus-consulte du 14 août 1806 reconnait à l’Empereur la faculté d’accorder des titres[3].
- Un décret de l'Empereur du 1er mars 1808 confirmait la création de titres impériaux[4]. Un second décret du même jour organisa la formation de majorats attachés aux titres[5] et la création d’un Conseil du sceau des titres chargé d'instruire toutes les affaires relatives aux titres et aux majorats et de sceller et expédier les lettres patentes nécessaires[6].

Pour Napoléon Ier, l'attribution des titres nobiliaires a pour objectif, dans la lignée de la création de la Légion d'honneur, de faire émerger une nouvelle élite sociale, entièrement fondée sur le mérite et la fidélité à l'Empire.
Le décret du 1er mars 1808 concernant les titres accordés par l'Empereur mentionne les titres de princes, ducs, comtes, barons et chevaliers accordés aux titulaires, mais même si Napoléon écrit au maréchal Murat en décembre 1810 « J'ai dû reconstituer en France la noblesse », le décret ne contient pas le mot « noblesse ».

## Une distinction honorifique sans privilèges attachés
Contrairement à la noblesse d’Ancien Régime abolie en 1790 en tant qu'ordre social disposant de privilèges, « la noblesse d’Empire (…) est une élite ouverte au mérite sans droits particuliers ». Elle ne confère aucun droit assimilable aux droits féodaux, seulement des rangs et des honneurs. Ses membres sont assujettis à toutes les lois qui régissent les autres citoyens. Ils ne bénéficient d'aucune exonération d'impôts.
Louis Bergeron écrit à ce sujet : « Entre noblesse d’Ancien Régime et noblesse d’Empire, la féodalité a bel et bien disparu : le titre cesse d’être attaché à une terre et à une famille ; il est exclusivement lié au service de l’État et porté par une seule personne ». Cependant, bien que les titres étaient le plus souvent personnels certains furent décernés en prenant assise sur une terre sans pour autant décerner de droits seigneuriaux au titulaire (duchesse de Navarre ; duc de Rivoli ; baron de La Chevrelière…).
Était néanmoins attaché au titre un majorat (nécessaire pour que le titre puisse échoir aux héritiers successifs) qui était un ensemble de biens fonciers ou de rentes immobilisées, inaliénables et produisant un revenu fixé dont le montant était proportionnel au degré d'importance du titre de distinction. Échappant au partage successoral, ce majorat était transmis solidairement avec le titre, selon les règles de la succession en descendance directe et légitime, naturelle ou adoptive, par primogéniture masculine.

## Une institution de l’honneur accompagnée de services et de devoirs pour soutenir la nouvelle dynastie
Lors de la présentation au Sénat des statuts des titres d’Empire, Cambacérès, archichancelier de l'Empire déclare : « Les prééminences qu’une telle institution établit, les rangs qu’elle détermine, les souvenirs qu’elle transmet sont l’aliment de l’honneur ».
La noblesse impériale n'est conférée que pour services éminents, civils ou militaires, rendus à l'État.
Par son engagement dans l’armée et dans la fonction publique, la noblesse d’Empire se voit chargée de devoirs au service du soutien de la nouvelle dynastie. Natalie Petiteau parle de « noblesse d’État ».

## Statut juridique
Lors de la Restauration, la charte constitutionnelle, octroyée par le roi Louis XVIII le 4 juin 1814, qualifie, en son article 71, la noblesse d'Empire de « nouvelle noblesse » : 

« La noblesse ancienne reprend ses titres. La nouvelle conserve les siens. Le Roi fait des nobles a volonté : il ne leur accorde que des rangs et des honneurs, sans aucune exemption des charges et des devoirs de la société. »

Selon des historiens, il s'agit d'une reconnaissance par le roi de la noblesse d'Empire,.
Cette disposition de « nouvelle noblesse » en faveur des titrés du Premier Empire est réaffirmée par le roi Louis Philippe par l'article 62 de la Charte constitutionnelle de 1830.
L'expression « Noblesse d'Empire » a été consacrée par l'historiographie contemporaine à travers les publications de nombreux auteurs :

L'universitaire, historien et spécialiste du Premier Empire Jean Tulard, dans son ouvrage Napoléon et la noblesse d'Empire (2003) qualifie de « noblesse d'Empire » et de « nouvelle noblesse » les bénéficiaires des titres accordés sous le Premier Empire. Il précise la différence entre les titres impériaux et la noblesse d'Ancien Régime : 

« Cambacérès parle de « distinctions nécessaires », de « titres impériaux », du « nouvel ordre des choses », mais n’emploie jamais le mot de « noblesse ». On ne le trouve pas davantage dans les statuts (…) "Or sous l’Empire, poursuit l’auteur, il en va différemment, Napoléon peut conférer des titres, il ne peut anoblir. « Lorsqu’il n’y a plus de roturiers on ne fait plus de nobles à volonté (…) Il n’y a pas anoblissement de la part de l’Empereur, mais simplement distribution de récompenses (le mot est dans le second statut) sous forme de titres décoratifs rappelant ceux de la noblesse d’Ancien Régime. Ou Il fonde une « classe titrée », selon une expression de 1813 et non « un ordre de la noblesse ». »

L'universitaire et historien du droit Frédéric Bluche, docteur en droit, dans son ouvrage Le Bonapartisme : aux origines de la droite autoritaire, 1800-1850  (1980) écrit : 

« Par principe il ne s’agit pas d’une noblesse privilégiée. Il s’agit de titres destinés à récompenser des services éminents civils autant que militaires, rendus à l’Etat (…) Il faut enfin distinguer un but politique avoué qui est peut-être plus important : détruire l’influence autonome de l’ancienne aristocratie (…) La seule noblesse reconnue est désormais celle de l’Empire. »

Régis Valette dans son ouvrage Catalogue de la noblesse française subsistante (2002) écrit quant à lui :

« La noblesse d'Empire : L'appellation est controversée puisque le mot noblesse n'apparaît pas une seule fois dans les textes de Napoléon instituant en 1808 ce que l'on appelle généralement la noblesse d'Empire. (…). Certes ces titres ne sont susceptibles de devenir héréditaires qu'après des formalités assez lourdes, mais une nouvelle noblesse est née et c'est un fait historique d'importance. »

L’universitaire et juriste Marc Bouvet, docteur en droit, dans son ouvrage Le Conseil d'État sous la monarchie de Juillet (2001) écrit :

« On peut classer les nobles selon trois origines : noblesse ancienne acquise avant 1789, noblesse d’Empire obtenue entre 1808 et 1814, et noblesse récente obtenue depuis la Restauration. »

L'universitaire et historienne Natalie Petiteau, docteur en histoire, dans son ouvrage Élites et mobilités : la noblesse d'Empire au XIXe siècle, 1808-1914 (1997) analyse en ces termes l'« intégration » instituée par l'article 71 de la Charte :

« Continuateur du régime précédent en matière de droit nobiliaire, Louis XVIII est du reste le premier à donner officiellement au groupe des titrés impériaux le nom de « noblesse » : les anoblis de Napoléon reçoivent ainsi une véritable bénédiction royale et peuvent être rassurés sur leur sort face à un monarque fidèle à une interprétation sans restriction de l'article 71 de la Charte. »

Le sociologue et historien Alain Guillemin, ingénieur d'études au CNRS écrit :

« En effet, la Charte de 1814 a reconnu l'existence légale de la noblesse d'Empire. »

D'autres auteurs, en désaccord avec cette historiographie, font un clair distinguo entre les titres octroyés sous le Premier Empire et la noblesse :
Ainsi, l'universitaire et juriste Alain Texier, docteur en droit, dans son ouvrage Qu'est-ce que la noblesse ? (1995), n'évoque pas la notion de noblesse d'Empire. Tout au long de la section qu'il a consacrée au droit qui leur est applicable, il parle des « titrés » de l'Empire. Il écrit :

« Avec la création des titres impériaux est née la distinction entre titres de noblesse qui supposent la noblesse pour toute la famille (Ancien Régime et, pour la plupart, ceux de la Restauration), et titres nobiliaires qui sont sans noblesse attachée et n'honorent qu'une personne par génération (XIXe siècle sauf Restauration). En 1814, le commissaire du roi près la Commission du sceau écrivait : « les titres créés par le dernier gouvernement n'ont point attribué la noblesse aux familles, mais seulement des titres personnels devenus ou susceptibles de devenir transmissibles à l'aîné seulement », et en séance du 16 septembre 1814 la Commission du sceau ajoutait : « tandis que la noblesse conférée par le roi est transmissible à toute la descendance (…) Le titre n'honore qu'une personne, le titulaire. Les autres membres de la famille ne possèdent pas la noblesse simple puisque l'Empire n'a pas abrogé la loi abolitive du 23 juin 1790 [loi d'abolition de la noblesse]. »

Il écrit également :

« Napoléon tenait trop à se situer dans la ligne de la Révolution pour tenter de ressusciter la noblesse. Tout au plus - et c'était déjà beaucoup - créa-t-on des titres dits « titres impériaux », sans noblesse attachée. On n'en veut pour preuve que la transmission du titre de mâle en mâle par ordre de primogéniture, alors que les autres descendants ne recevaient ni titre, ni noblesse héréditaires. Si on retirait le titre impérial, il ne restait qu'un citoyen comme les autres. Au contraire, comme l'a montré Levesque, sous l'Ancien Régime et la Restauration, si on retirait le titre, il restait un noble et ses descendants, décorés simultanément du titre d'écuyer à l'infini. La Restauration ne changea rien. L'article 71 de la charte du 4 juin 1814 dispose : « La noblesse ancienne reprend ses titres, la nouvelle conserve les siens ». »

Il écrit aussi : 

« L'Empire n'édicta aucune disposition applicable à la noblesse puisqu'il n'y a pas de noblesse d'Empire. Des textes de valeur non constitutionnelle réglementèrent la situation des titres impériaux. »

Philippe du Puy de Clinchamps, spécialiste de la noblesse française et auteur d'ouvrages sur cette dernière, écrit dans le "Que sais-je ?" sur La noblesse (1959) : 

« Napoléon Ier n'anoblissait pas ceux qu'il honorait d'un de ses titres. (…). En outre, ces titres décoratifs n'étaient pas héréditaires en eux-mêmes. Pour pouvoir échoir aux héritiers successifs du premier décoré, il fallait que ce dernier en fît la demande et obtînt l'autorisation de constituer un majorat. »

Il ajoute plus loin :

« La presque totalité de l'ancienne noblesse était, on le sait, sans titre régulier. Au contraire, l'Empire disparu n'avait accordé que des titres et aucun anoblissement. »

Sur l'article 71 de la charte du 4 juin 1814 il écrit :

« L'article 71, en quelques mots, y réglait le statut de ce qui serait désormais la noblesse du royaume : La noblesse ancienne reprend ses titres ; la nouvelle conserve les siens. Le roi fait des nobles à volonté, mais il ne leur accorde que des rangs et des honneurs… (…) Ce texte mettait en avant deux dispositions importantes : (…) Délaissant les titres de fonction de l'Empire, Louis XVIII rétablissait l'anoblissement sans que celui-ci soit obligatoirement lié à l'octroi d'un titre. C'était revenir à la coutume ancienne qui faisait deux choses totalement différentes de la qualité noble et du titre de dignité. »

Il ajoute plus loin :

« Les deux noblesses reprenaient leurs titres. »

François de Coustin, essayiste et auteur de l'ouvrage Gens de noblesse aujourd'hui écrit : 

« Les anoblis de la Restauration sont nobles, les autres, qu'ils soient issus de l'Empire, de la Monarchie de Juillet ou du Second Empire, sont porteurs de titres nobiliaires, le plus souvent sans noblesse attachée, même si l'usage veut qu'ils soient considérés comme aussi nobles que les familles dont la noblesse remonte à l'Ancien Régime. »

Éric Mension-Rigau, dans l'un de ses ouvrages intitulé Enquête sur la noblesse dans un passage qu'il nomme Les titrés d'Empire, écrit :

« Napoléon, s'il est un admirateur des coutumes de l'Ancien Régime, est attaché à l'idée d'égalité et surtout conscient du poids, dans l'opinion, des préjugés antinobiliaires. C'est pourquoi il s'est toujours défendu d'être un « faiseur de nobles ». Il maintient l'abolition de la noblesse et le mot ne figure nulle part dans la législation impériale publiée au Bulletin des lois. Il ne décerne que des titres impériaux, décoratifs, simples distinctions honorifiques. »

Il ajoute :

« En anoblissant collectivement les décorés de l'Empire qui n'étaient jusqu'à présent que détenteurs de titres, Louis XVIII est ainsi le véritable fondateur de la « noblesse d'Empire », qu'il agrège à celle d'Ancien Régime. »

La position de l'association d'entraide de la noblesse française :
Ces familles sont admises à l'Association d'entraide de la noblesse française pour laquelle il n'existe aucune différence entre la noblesse d'Ancien Régime, la noblesse du Premier Empire et la noblesse de la Restauration et qui admet ses membres selon ses propres critères d'admission.

## Composition
Les familles titrées du Premier Empire se composent de 22,5 % de nobles d'Ancien Régime (proportion qui s’élève même à 40 % à partir de la catégorie des comtes), de 58 % de bourgeois et de 19,5 % venu par l'armée des classes populaires.
Au total, environ 3 300 titres seront décernés, récompensant exploits militaires et services civils, se répartissant en 34 princes et ducs, 417 comtes, 1 550 barons et 1 317 chevaliers.
E. Campardon a dressé une Liste des nobles d’Empire en 1889, que Jean Tulard a publiée, apportant des corrections, en 2003 dans l'ouvrage Napoléon et la noblesse d’Empire.

## Hiérarchie
| Hiérarchie des titres du Premier Empire |       |       |     |        |
| Chevalier                               | Baron | Comte | Duc | Prince |

Fondée sur le talent et le mérite, la noblesse impériale récompense les services rendus à l'État. Les titres sont créés par deux voies différentes, les uns à raison de la fonction civile exercée, les autres pour des services rendus, militaires ou civils selon la décision du souverain. Les militaires occupent 67,9 % des places, les fonctionnaires civils 12,9 %, les magistrats 8,60 % et les membres de la cour 1,57 %.
Les titres de l'Empire sont codifiés selon les deux décrets 3206 et 3207 du 1er mars 1808, :
- prince de l'Empire avec le prédicat d'Altesse Sérénissime pour les grands dignitaires de l’Empire (article 1)[8],[48],[49]. Le titre de prince pour les grands dignitaires de l’Empire n'est jamais transmissible. ll se transforme en celui de duc de l'Empire, et devient héréditaire, pourvu que le titulaire y attache un majorat de 200 000 francs de revenu[50].
- duc de l'Empire pour les fils aînés des grands dignitaires de l’Empire, sous condition de l'institution d'un majorat produisant deux cent mille francs de revenu (article 2)[8],[48].
- comte de l’Empire à vie pour les ministres, sénateurs, conseillers d’État inamovibles, les présidents du Corps législatif et les archevêques (articles 4,5 et 6)[8],[48]. Titre transmissible, si le titulaire justifie d'un revenu net de 30 000 francs en biens susceptibles de majorat, et en affecte un tiers à la dotation du titre[50].
- baron de l’Empire à vie pour les présidents des collèges électoraux de département (lorsqu’ils auront présidé le collège pendant trois sessions)[réf. nécessaire] ; lorsqu’ils auront dix ans d’exercice pour le premier président et le procureur général de la Cour de cassation, le premier président et le procureur général de la Cour des comptes, les premiers présidents et les procureurs généraux des Cours d’appel, les maires des trente-sept bonnes villes de l'Empire ; pour les évêques (article 8)[8],[48]. Titre transmissible, si le titulaire justifie d'un revenu de 15 000 francs, dont le tiers sera affecté à la dotation du titre[50] (articles 9)[8].
- chevalier pour les membres de la Légion d'honneur, titre transmissible sous réserve que le bénéficiaire justifie d’un revenu net de trois mille francs au moins (articles 11 et 12)[8],[48],[50]. Beaucoup de chevaliers de la Légion d'honneur recevaient le titre de chevalier de l'Empire, mais il fallait trois générations de chevaliers successifs par lettres patentes pour qu'il devienne héréditaire. À partir de la Restauration, trois générations successives de chevaliers avait pour conséquence l’anoblissement immédiat de droit au titre de la noblesse militaire. La famille Flury-Herard fut la dernière à obtenir confirmation du titre de chevalier selon cette disposition[51].

Par l'article 13 du décret 3206 du 1er mars 1808, l'Empereur se réserve le droit d'accorder les titres qu'il jugera convenables aux généraux, préfets, officiers civils et militaires et autres de ses sujets « qui se seront distingués par les services rendus à l'État ».

### Princes
En dehors des membres de la famille de l'Empereur — son fils aîné, le roi titulaire de Rome, prince impérial, et les autres princes français, bénéficiant de divers royaumes ou principautés souveraines sous l'Empire —, qui avaient un statut juridique propre,, et à côté des princes grands dignitaires (dont le titre se rattachait à leur dignité), on distingue deux catégories de princes héréditaires :
- les princes souverains, restés sujets français, mais véritables chefs d'État ayant reçu une principauté vassale de l'Empire en 1806, au nombre de trois ;
- les princes de l'Empire bénéficiaires de titres de victoires, accordés par l'Empereur après des exploits militaires à quatre de ses maréchaux. Ces titres étaient assis sur des domaines érigés en principauté et fief immédiat de la couronne, mais avec un nom différent, celui d'une victoire française, et sans aucune souveraineté.

| Titre                | Personnalité                           | Date       | Observations |
| -------------------- | -------------------------------------- | ---------- | --- |
| Prince de Neufchâtel | Louis-Alexandre Berthier               | 30/03/1806 | Prince de Wagram en 1809 (voir plus bas). Principauté de Neuchâtel restituée en 1814 à Frédéric-Guillaume III de Prusse à la suite de l'abdication de Berthier, mais le maréchal est resté prince (de Wagram). |
| Prince de Pontecorvo | Jean-Baptiste Jules Bernadotte         | 05/06/1806 | Prince héritier de Suède (et sujet suédois) le 5 novembre 1810 par adoption par le roi Charles XIII (auquel il succédera en 1818 comme roi de Suède et de Norvège). Principauté de Pontecorvo ayant fait retour en 1810 à Napoléon, qui devait en accorder la souveraineté en 1812 à son propre neveu Lucien Murat. Principauté restituée en 1815 au Saint-Siège (titre devenu de courtoisie pour le fils aîné du chef de la maison Murat). |
| Prince de Bénévent   | Charles-Maurice de Talleyrand-Périgord | 05/06/1806 | Prince de Talleyrand le 6 décembre 1814 par brevet de Louis XVIII. Principauté de Bénévent restituée en 1815 au Saint-Siège, mais Talleyrand est resté prince (entre autres titres) du fait du brevet de 1814, — titre de prince de Talleyrand éteint avec l'unique titulaire en 1838. |
| Prince d'Eckmühl     | Louis Nicolas Davout                   | 15/08/1809 | Titre assis sur le château de Bruhl. Éteint avec son fils en 1853 (voir plus bas Duc d'Auerstaedt). |
| Prince de Wagram     | Louis-Alexandre Berthier               | 31/12/1809 | Titre assis sur le Château de Chambord. Aussi prince de Neufchâtel jusqu'en 1814 (voir plus haut). Titre de prince de Wagram éteint avec son arrière-petit-fils en 1918. |
| Prince d'Essling     | André Masséna                          | 31/01/1810 | Titre assis sur le Château de Thouars. Toujours porté (voir plus bas Duc de Rivoli). |
| Prince de la Moskowa | Michel Ney                             | 25/03/1813 | Titre assis sur le Château de Rivoli. Éteint avec son dernier descendant mâle en 1969 (voir plus bas Duc d'Elchingen). |

À noter que les ducs de Montebello (voir plus bas) se qualifient toujours princes de Sievers (titre revendiqué à partir du 5e duc de Montebello), le maréchal Lannes, 1er duc de Montebello, ayant été donataire en 1807 de la principauté de Sievers (en Pologne), sous la souveraineté administrative et épiscopale des évêques de Cracovie. Lannes ne faisait lui-même usage de ce titre que dans le cadre de l'administration de cette principauté, bien qu'il ne reçut jamais le titre de prince de Sievers.

### Ducs

Ornements des ducs.

Les duchés grands-fiefs sont sis en dehors de l'Empire (Italie, en particulier), mais les titres de duc de l'Empire qui y correspondent ne comportent pas de droits de souveraineté. Les titres de victoires sont comparables aux titres princiers de la même catégorie. D'autres titres s'appuient sur le seul patronyme (Dalberg, Decrès) ou le nom d'un château (château de Navarre).
Un titre ducal ne devient héréditaire que si son titulaire justifie de 200 000 francs de revenus annuels et qu'il constitue un majorat, un ensemble inaliénable de biens fonciers. Ce titre ne fut attribué qu'à des ministres, généraux, maréchaux d'Empire ou encore à l'impératrice Joséphine après son divorce.
Le 21 juin 1815, le général Girard, le dernier, a été créé duc de Ligny, par décret impérial ; mais il est mort six jours après, sans avoir reçu ses lettres patentes : le titre est resté inachevé.
| Titre              | Personnalité                             | Date       | Observations |
| ------------------ | ---------------------------------------- | ---------- | --- |
| Duc de Dantzig     | François Joseph Lefebvre                 | 27/05/1807 | Éteint avec l'unique titulaire en 1835. |
| Duc de Padoue      | Jean-Thomas Arrighi de Casanova          | 19/03/1808 | Éteint avec son fils en 1888. |
| Duc d'Auerstaedt   | Louis Nicolas Davout                     | 28/03/1808 | Éteint avec son fils en 1853, en même temps que le titre de prince d'Eckmühl (voir plus haut). Réversion en 1864 du seul titre ducal au profit d'un neveu du premier duc, Léopold Davout. Ce second titre ducal est toujours porté par les Davout. |
| Duc de Parme       | Jean-Jacques-Régis de Cambacérès         | 24/04/1808 | Dit duc de Cambacérès à partir de 1815. Éteint en 1824. Réversion en 1857 du titre de duc (de Cambacérès) au profit de son neveu Marie Jean Pierre Hubert de Cambacérès (seconde extinction en 1881). |
| Duc de Plaisance   | Charles-François Lebrun                  | 24/04/1808 | Éteint avec son petit-fils en 1872. Réversion en 1872 au profit du gendre du troisième duc, Louis Armand Joseph de Maillé de La Tour-Landry (seconde extinction en 1926). |
| Duc de Rivoli      | André Masséna                            | 24/04/1808 | Transmissible à son fils cadet, François Victor Masséna, par dispositions spéciales de Louis XVIII en 1818 ; ce titre ducal ne devait pas être réuni à celui de prince d'Essling (voir plus haut) tant qu'il existerait deux branches au sein de la maison Masséna ; réunion des deux titres de 1821 à 1863 et depuis 1898. Toujours porté par le prince d'Essling. |
| Duc de Castiglione | Charles Pierre François Augereau         | 26/04/1808 | Éteint avec l'unique titulaire en 1816. |
| Duc de Frioul      | Géraud Christophe Michel Duroc           | 05/1808    | Transmissible à sa fille Hortense Eugénie Marie-des-Neiges de Michel du Roc, par dispositions spéciales ; éteint avec cette dernière en 1829. |
| Duc de Valmy       | François Christophe Kellermann           | 05/1808    | Éteint avec son petit-fils en 1868. |
| Duc de Rovigo      | Anne Jean Marie René Savary              | 05/1808    | Éteint avec son fils en 1888. |
| Duc d'Elchingen    | Michel Ney                               | 6/06/1808  | Transmissible à son fils cadet, Michel Louis Félix Ney, par dispositions spéciales de Napoléon Ier ; ce titre ducal ne devait pas être réuni à celui de prince de la Moskowa (voir plus haut) tant qu'il existerait deux branches au sein de la maison Ney ; réunion des deux titres en 1928 ; éteint avec le dernier prince de la Moskowa en 1969. |
| Duc de Vicence     | Armand de Caulaincourt                   | 07/06/1808 | Éteint avec son fils en 1896. |
| Duc de Montebello  | Jean Lannes                              | 15/06/1808 | Toujours porté. |
| Duc de Raguse      | Auguste Frédéric Louis Viesse de Marmont | 28/06/1808 | Éteint avec l'unique titulaire en 1852. |
| Duc de Dalmatie    | Jean-de-Dieu Soult                       | 29/06/1808 | Éteint avec son fils en 1857. |
| Duc de Conegliano  | Bon Adrien Jeannot de Moncey             | 2/07/1808  | Éteint en 1842. Réversion accordée par avance par Charles X en 1825, en l'absence de toute descendance mâle de Moncey, au profit de son gendre Alphonse Duchesne de Gillevoisin (seconde extinction en 1901). |
| Duc de Trévise     | Adolphe Édouard Casimir Joseph Mortier   | 2/07/1808  | Éteint avec son arrière-petit-fils en 1946. |
| Duc de Bellune     | Claude-Victor Perrin                     | 10/09/1808 | Éteint avec son arrière-petit-fils en 1917. |
| Duc de Tarente     | Étienne Jacques Joseph Macdonald         | 9/12/1808  | Éteint avec son petit-fils en 1912. |
| Duc d'Abrantès     | Jean Andoche Junot                       | 15/01/1809 | Éteint avec son petit-fils en 1859. Réversion en 1869 au profit du gendre du troisième duc, Maurice Le Ray (seconde extinction en 1982). |
| Duc d'Istrie       | Jean-Baptiste Bessières                  | 28/05/1809 | Éteint avec son fils en 1856. Cependant la branche cadette subsiste avec son frère cadet. |
| Duc d'Otrante      | Joseph Fouché                            | 15/08/1809 | Atteint par la loi des régicides du 12 janvier 1816, Fouché n'est plus autorisé à résider en France et se fait naturaliser autrichien en 1818 ; sa descendance demeure en France jusqu'en 1886 et continue en Suède, où elle relève de la « noblesse non introduite » (Ointroducerad Adels (sv)). Subsistance controversée : titre « contesté », porté en Suède, de nos jours encore, par la famille Fouché d'Otrante — certains auteurs le présentent comme un titre régulier, tandis que d'autres l'ignorent ; en effet, les juristes n'ont pas un avis unanime sur la question de la perte d'un titre et des effets juridiques, en matière nobiliaire, de la perte de la nationalité française. |
| Duc de Cadore      | Jean-Baptiste Nompère de Champagny       | 15/08/1809 | Éteint avec son cinquième fils en 1893. |
| Duc de Feltre      | Henri Jacques Guillaume Clarke           | 15/08/1809 | Éteint avec son fils en 1852. Réversion en 1864 au profit d'un arrière-petit-fils en ligne féminine du premier duc, Charles-Marie-Michel de Goyon (seconde extinction en 2021). |
| Duc de Gaëte       | Martin Michel Charles Gaudin             | 15/08/1809 | Éteint avec l'unique titulaire en 1841. |
| Duc de Massa       | Claude Ambroise Regnier                  | 15/08/1809 | Éteint avec son arrière-petit-fils en 1962. |
| Duc de Bassano     | Hugues-Bernard Maret                     | 15/09/1809 | Éteint avec son petit-fils en 1906. |
| Duc de Navarre     | L'impératrice Joséphine                  | 9/04/1810  | Titre assis sur le château de Navarre, offert par l'empereur à son ex-épouse. Transmissible à la descendance mâle de son fils Eugène de Beauharnais, par dispositions spéciales de Napoléon Ier ; transmission du majorat non autorisée par le ministre des Finances en 1853 (décision confirmée par décret en Conseil d'État du 10 août 1858) aux Beauharnais, princes français devenus ducs bavarois de Leuchtenberg puis princes Romanovsky et Altesses impériales russes, du fait de leur impossibilité de prêter serment en raison de la perte de la nationalité française — « qui, d'ailleurs, ne se présentent pas au titre de Français […], ne sont pas aptes à réclamer les biens composant la dotation affectée au titre de duc de Navarre ». La maison de Beauharnais est toujours représentée. |
| Duc de Dalberg     | Emmerich Joseph de Dalberg               | 14/04/1810 | Éteint avec l'unique titulaire en 1833. |
| Duc de Reggio      | Nicolas Charles Oudinot                  | 14/04/1810 | Succession par adoption par le dernier descendant mâle et légitime du premier duc de son fils naturel en 1956. Toujours porté. |
| Duc d'Albufera     | Louis Gabriel Suchet                     | 24/01/1812 | Toujours porté. |
| Duc Decrès         | Denis Decrès                             | 28/04/1813 | Éteint avec l'unique titulaire en 1820. |

N'ont pas été ducs
- Jean-Baptiste Jourdan, maréchal d'Empire. Durant tout l'Empire, Jourdan aura espéré, en vain, le titre de duc de Fleurus ; mais Napoléon se méfiait de ce général républicain[83] auréolé de sa victoire de Fleurus. L’Empereur fit remarquer à Lannes au sujet de ce titre convoité par Jourdan « qu'il [Jourdan] aurait un titre plus beau que le mien car je n’ai jamais remporté une victoire ayant sauvé la France[84] »
- Guillaume Marie-Anne Brune, maréchal d'Empire qui avait également le tort d'être républicain.

#### Héritiers de titres ducaux
Quatre ducs sont morts au cours du Premier Empire. Ainsi héritent de titres de l'Empire :
- Louis Napoléon Lannes (1801-1874), 2e duc de Montebello (1809), à la mort de son père Jean Lannes.
- Napoléon Bessières (1802-1853), 2e duc d'Istrie (1813), à la mort de son père Jean-Baptiste Bessières.
- Louis Napoléon Junot (1807-1851), 2e duc d'Abrantès (1813), à la mort de son père Jean Andoche Junot.
- Hortense Eugénie Marie-des-Neiges de Michel du Roc (14 mai 1812 ✝ 24 septembre 1829 - château de Clemery (Meurthe)), qui succède à son père Géraud Christophe Michel Duroc (1772 - † 23 mai 1813 - bataille de Bautzen), par dispositions spéciales, au titre de duchesse de Frioul et de l'Empire (28 octobre 1813)[85]

### Comtes, barons et chevaliers de l'Empire

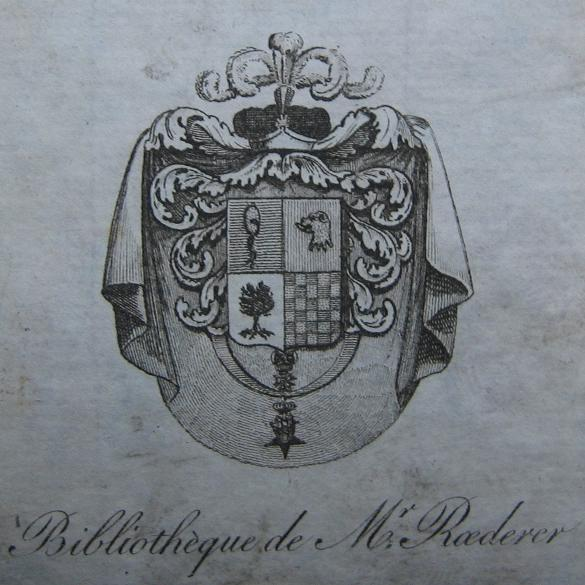
Armoiries d'un comte de l'Empire (Pierre-Louis Roederer).

De 1808 à 1814, 388 titres de comte sont créés. Le titre de comte est transmissible si le titulaire justifie d'un revenu net de 30 000 francs en biens susceptibles de majorat, et en affecte un tiers à la dotation du titre.
De 1808 à 1814, 1090 titres de baron sont créés. Le titre de baron est transmissible, si le titulaire justifie d'un revenu de 15 000 francs, dont le tiers sera affecté à la dotation du titre.
De 1808 à 1814, 1600 titres de chevalier furent créés. Beaucoup de chevaliers de la Légion d'honneur recevaient le titre de chevalier de l'Empire, mais il fallait trois générations de chevaliers successifs par lettres patentes pour qu'il devienne héréditaire. À partir de la Restauration, trois générations successives de chevaliers avait pour conséquence l’anoblissement immédiat de droit au titre de la noblesse militaire. La famille Flury-Herard fut la dernière à obtenir confirmation du titre de chevalier selon cette disposition.

## Titres conférés dans les États vassaux
Napoléon autorisa les souverains qu'il avait créés parmi ses sujets à conférer des titres. Tous n'avaient pas les mêmes droits : alors que les rois Joseph et Murat étaient autorisés à créer des titres mais aussi à rétablir dans ses titres l'ancienne noblesse de leurs États (royaume de Naples et royaume d'Espagne), Louis Bonaparte, roi de Hollande, avait eu l'interdiction de reconnaître l'ancienne noblesse de son royaume.
Les souverains des États vassaux pouvaient créer les mêmes titres que ceux existant dans l'Empire (ducs, comtes, barons), mais également celui de marquis ; ils n'avaient pas le droit de créer de prince.

### Royaume de Naples
|        | Sous Joseph Bonaparte, roi de Naples (1806-1808) | Sous Joachim Murat, roi des Deux-Siciles (1808-1815) |
| ------ | --- | --- |
| Ducs   | Charles Saligny (1772-1809), général de division, duc napolitain de San-Germano (3 mars 1806) | Marzio Mastrilli (1753-1833), marquis de Gallo, ancien Premier ministre et vice-roi de Sicile sous les Bourbons, négociateur à Campo-Formio, duc de Gallo, ministre des Affaires étrangères de Murat.                    |
| Comtes | - André-François Miot (1762-1841), conseiller d'État (français), chambellan et ministre de l'Intérieur du roi Joseph, comte de Mélito (1808), comte de l'Empire (21 février 1814). - Paul Félix Ferri-Pisani (1770-1846), conseiller d'État (français), chambellan du roi Joseph, comte de Sant'Anastasio (1808), comte de Saint-Anastase et de l'Empire (26 février 1814). | - André Murat (1760-1841), comte Murat (1810), frère du roi Joachim. - Jean-Baptiste Cavaignac de Lalande, sous-préfet (français, baron de l'Empire (13 février 1811), aurait été fait comte par Murat[réf. nécessaire]. |

### Royaume d'Espagne
Grands d'Espagne
- Charles Saligny (1772-1809), général de division, duc napolitain de San-Germano (3 mars 1806), baron de l'Empire (19 mars 1808) ;
- Le marquis (espagnol) de Montehermoso, chambellan et mari de la maîtresse du roi.

Ducs
- Don Miguel José de Azanza (1746-1826), 1er duc de Santa Fe (Santa Fe (Grenade)) ;
- Don Manuel Hilario Negrete[90] (1736-1818), 2e comte de Campo Alange, 1er marquis de Torre Manzanal, 1er duc de Campo Alange (créé par Joseph), ministre des Relations extérieures (1808) et ambassadeur du roi d'Espagne auprès du roi de France (1811)[91]
- Horace Sébastiani (1772-1851), général de division, « duc de Murcie », nomination non-entérinée par l'Empereur.

Marquis
- Edme Aimé Lucotte (1770-1825), général de division, marquis de Sopetrano (18 février 1811), comte de l'Empire (24 avril 1815)[92].
- Jean-Baptiste Auguste Marie Jamin (1775-1815), maréchal de camp, marquis de Bermuy (vers 1810-1811).

Comtes
- Christophe Antoine Merlin[93] (1771-1839), général de division, écuyer et capitaine général des gardes du roi Joseph, comte (espagnol) Merlin (1810)[94].
- Joseph Léopold Sigisbert Hugo (1773-1828), général de brigade, « comte Hugo de Cogolludo y Sigüenza » (ou de Cifuentes)[réf. à confirmer][95].

### Royaume de Hollande
Napoléon estimait qu'il était inapproprié de rétablir l'ancienne noblesse hollandaise dans ses droits, considérant que les traditions républicaines de la Hollande s'y opposaient et que ce pays n'avait pas fait « sa » Révolution mais que « la Révolution s'était faite (dans ce pays) par la France ».
L'Empereur exprima, en deux lettres, d'un ton extrêmement violent, ses idées à son frère Louis.
30 avril 1807« Votre chancellerie donne à la noblesse ses anciens titres... Mon intention est que vous donniez sur le champ l'ordre à vos chambellans de ne donner aucune espèce de titres. La Révolution s'est faite en Hollande par la France : elle n'a été rendue à l'indépendance qu'à condition que le système d'égalité serait maintenu... Ce que je vous mande là, je l'exige. Je ne veux pas voir reparaître les anciens titres ; cela nuit à mon système en France. » La première rédaction de cette lettre, plus longue et beaucoup plus dure, comportait les précisions suivantes : « Ce que vous me dites du roi de Naples (Joseph Bonaparte) n'a pas de sens ; ce prince n'a rien fait que par mes amis : c'est par mon conseil qu'il a conservé la noblesse (ancienne). Y a-t-il quelque chose de commun entre ses Etats et les vôtres ? C'est comme si vous me disiez que la Bavière a conservé la noblesse... J'attendrai votre réponse pour savoir si je suis ami ou ennemi de la Hollande. »
Bayonne, 6 mai 1808« Je lis dans les journaux de Paris que vous nommez des princes. Je vous prie instamment de n'en rien faire. Les rois (vassaux) n'ont pas le droit de nommer des princes : ce droit est inhérent à la couronne impériale. Vous pouvez, quand vous instituerez une noblesse, faire des comtes, des barons, des marquis et des ducs, quoique je pense que cela soit inutile en Hollande, si ces titres n'y existeraient pas autrefois ; mais vous ne pouvez créer un prince. Vous me désobligeriez infiniment si vous le faisiez, et vous sentez que, pour toute espèce de raisons, j'ai droit de l'exiger. Mes institutions ne sont point faites pour être tournées en ridicule... Eh ! qu'a donc fait l'amiral de Winter, d'ailleurs, pour mériter une si haute distinction, si vous pouviez la donner ? Vous avez créé des maréchaux qui n'ont pas fait ce qu'ont fait mes généraux de brigade. Pour Dieu, ne vous rendez pas par trop ridicule ! »
Comtes
- Charles Henri Verhuell (1764-1845), amiral, maréchal de Hollande, ambassadeur à Paris, comte de Sevenaar (décembre 1806), comte de l'Empire (25 mai 1811)[87].
- Jan Hendrik van Kinsbergen (1735-1819), amiral, chambellan du roi Louis, sénateur de l'Empire (1810), Comte de Doggersbank (1809), comte de l'Empire (18 janvier 1811), sans postérité.
- Adrien Twent (nl) (1745-1816), ministre de l'Intérieur, comte de Rozenbourg (1810), comte de l'Empire (1811), titres éteints en 1893 avec son petit-fils.
- Jean-Baptiste Dumonceau (1780-1821), général de brigade français et lieutenant-général hollandais, maréchal de Hollande (1807), conseiller d'État (hollandais en 1808), comte de Bergendal (hollandais, en souvenir de sa victoire de Bergen sur les anglo-russes en 1799) (13 avril 1810), comte de Bergendal et de l'Empire (2 mai 1811), dont postérité.
- Jean-Guillaume de Winter[96] (1761-1812), amiral, maréchal de Hollande (1810), comte de Huissen (4 mai 1810), comte de l'Empire (9 mai 1811).
- Isaac-Samuel Avigdor[97] (1775-1845), banquier, conseiller économique et ancien secrétaire du grand Sanhédrin de l'Empire, comte de Maalburg (juin 1810), dont postérité.

Barons
- Étienne Jacques Travers de Jever[98] (1765-1827), général-major et colonel-général de la garde du roi Louis (1809), baron de Jever (1er juin 1810), baron de Jever et de l'Empire (3 janvier 1813)[87].

### Royaume de Westphalie
Comtes
- Pierre-Alexandre Le Camus (1774-1824), ministre des Relations extérieures, grand chambellan (et favori) du roi Jérôme, comte de Fürstenstein (14 décembre 1807), comte de l'Empire (17 avril 1812).
- Pierre-Simon de Meyronnet[99] (mort en 1812), ancien officier de marine français, grand maréchal de la cour du roi Jérôme, comte de Wellingerode (12 juin 1808), comte de l'Empire (23 avril 1812), sans alliance.
- Philippe François Maurice d'Albignac[100] (1775-1824), ancien émigré (armée de Condé), général, conseiller d'État et ministre de la Guerre de Westphalie, aide de camp et grand écuyer du roi Jérôme, comte de Ried (3 mai 1810), comte de l'Empire (10 août 1813).
- Valentin de Salha (1758-1841), général (français), ministre de la Guerre de Westphalie, Grand-Maître de la Maison de la Reine Catherine, comte de Hohne (23 septembre 1810), comte de l'Empire (23 avril 1812)[101].
- Joseph-Antoine Morio (1771, assassiné à Cassel - 1811), colonel (français), général westphalien[102], ministre de la Guerre et grand écuyer du roi Jérôme[103], baron (probablement depuis 1809), comte de Marienborn (11 décembre 1811).
- Jacques Allix de Vaux (1776-1826), général (français), comte de Freudenthal (10 octobre 1813).
- François Ducoudras[104], chef de bataillon (français), général westphalien et aide de camp général du roi Jérôme, comte de Bernterode.

Barons
- Étienne-Jules Cousin de Marinville[105] (1780-1861), chambellan du roi Jérôme et Grand-maître de sa garde-robe, Baron Cousin de Marinville (9 février 1810), baron de l'Empire (8 mai 1812), sans postérité.
- Antoine Borel de Chambon (1748-1849), contrôleur de la liste civile du roi Jérôme, baron de Rettenrode (9 novembre 1811), baron de l'Empire (22 avril 1812)[87].
- Claude-Joseph Buget (1770-1899), lieutenant général.
- Antoine Bruguière (1773- 1823), secrétaire particulier du roi Jérôme, baron de Sorsum (15 novembre 1811), baron de l'Empire (23 avril 1812)[106].
- Augustin Laflèche[104], intendant général de la couronne de Westphalie, baron de Kendelstein.

### Principauté de Neuchâtel
- Charles-Albert Henri de Perregaux[107] (8 avril 1757 - Neuchâtel † 18 décembre 1831 - Neuchâtel), officier (en France de 1770 à 1792), conseiller d'État et colonel des milices de Neufchâtel, créé comte neuchâtelois par Berthier (lettres patentes du 15 juin 1808).

### Grand-duché de Berg
Comte
- Jean-Michel Agar[108] (de Mercuez) (1771- 1844), député du Lot, ministre des Finances de Murat, comte de Mosbourg (1807), comte de l'Empire (13 février 1813)[109].

### En Belgique
En Belgique aussi, des familles belges ont été titrées par Napoléon Ier :
Le baron de Ryckman de Betz, dans son armorial de la noblesse belge de 1957 (2e édition) cite les familles suivantes :
- de Bouthier de Catus (famille originaire de France)
- Chazal (famille originaire de France)
- Durutte (famille originaire de France)
- Duvivier
- de l'Epine (famille originaire de France)
- Herwyn (famille originaire de France)
- de Membrède (famille originaire de Maastricht)
- du Monceau (voir ci-dessus royaume de Hollande)
- de Serret (Liège)
- Travers (Hollande)
- van de Walle (Bruges)

Autres familles non citées dans ce livre :
- Pierets (Malines)
- Werbrouck (Anvers)